# 和倉ゴルフ倶楽部
和倉ゴルフ倶楽部（わくらゴルフくらぶ）は、石川県七尾市にあるゴルフ場。

## 概要
1987年9月、ゴルフ場経営を目的として、東証1部上場の澁澤倉庫（株）のほか七尾市・田鶴浜町の資本参加を得て、第3セクター方式により『七尾リゾート株式会社』が設立された。1988年11月16日に「和倉ゴルフ倶楽部」として仮オープンし、1991年10月1日に正式オープン、主に和倉温泉の宿泊客をターゲットとして、高原リゾート風で林間の趣もある景観の良いコースとして知られていた。
しかし、景気低迷が進むなかで業況は当初より不調で、ゴルフ場間の競争激化からプレー代の下落傾向に歯止めがかからず、97年8月期には年収入高約6億3800万円、経常損失は約3100万円と苦しい経営を強いられていた。その後、設立当初より協力を得ていた澁澤倉庫の連結子会社となり、同社の支援の下で経営の立て直しが進められたが、業界環境の改善が見られないなか、2002年3月期（99年より決算期変更）の年収入高は約3億7700万円にまで下降し、当期損失は約1億1600万円を計上するなど経営改善は困難を極めていた。預託金の償還問題については、2001年10月に据置期間が満了したものについて一定条件のもとで償還を進めてきたが、今後新たに期間満了を迎える預託金が多額にのぼるため、従前通りの支援は困難と判断。2002年11月26日に東京地方裁判所へ民事再生手続き開始を申請し、同日、同地裁より監督命令を受けた。負債は約64億3700万円。

## 利用方法
プレーの申し込みは、原則として会員の紹介が必要である。和倉温泉、能登島の主な旅館、ホテル、民宿からも予約可能。ネット予約あり。練習場は280m30打席。

## 交通アクセス
鉄道
- 和倉温泉駅（JR七尾線・のと鉄道七尾線）からタクシーで約10分。

車
- 国道249号七尾田鶴浜バイパス・直津ICから車で約1分。